# Paul Williams (arbitre)
Paul Williams, né le 11 avril 1985 à Waverley dans la région de Taranaki, est un arbitre professionnel de rugby à XV originaire de Nouvelle-Zélande. Il arbitre notamment dans la compétition de Super Rugby et dans des matchs internationaux comme lors de la Coupe du monde et du Rugby Championship.

## Biographie
Paul Williams pratique le rugby à XV. Il commence à arbitrer en 2011, puis est nommé en 2014 dans l'équipe des arbitres de haut niveau de la fédération néo-zélandaise de rugby à XV. Il gravit rapidement les échelons de l'arbitrage national, pour finalement devenir arbitre à plein temps au sein du panel du Super Rugby en 2016, le tout premier à être originaire de Taranaki,.
Il arbitre la finale du championnat du monde junior 2016 entre l'Angleterre et l'Irlande.
En juin 2017, Paul Williams arbitre son premier test match international, lors d'une rencontre entre l'Italie et l'Écosse à Singapour.
L'année suivante, il arbitre huit matches de Super Rugby ainsi que trois autres test matchs de niveau 1[réf. nécessaire].
Paul Williams est sélectionné pour arbitrer la Coupe du monde 2019 au Japon[réf. nécessaire].
Williams est depuis 40 ans le premier arbitre natif de Nouvelle-Zélande à arbitrer un test des All Blacks lorsqu'il officie pour le premier match de la Bledisloe Cup en 2020 au Sky Stadium de Wellington le 10 octobre 2020[réf. nécessaire].
Il est sélectionné parmi les arbitres centraux de la Coupe du monde 2023 qui se déroule en France en septembre et octobre 2023,.